# The Assisi Underground

The Assisi Underground est un film britannique d'Alexander Ramati (en), sorti en 1985. C'est le dernier film de l'acteur britannique James Mason.

## Synopsis
Durant la Seconde Guerre mondiale, les habitants de la ville d'Assise se mobilisent pour venir en aide aux juifs italiens, persécutés par les nazis.

## Fiche technique
- Titre original : The Assisi Underground
- Réalisation : Alexander Ramati
- Scénario : Alexander Ramati
- Photographie : Giuseppe Rotunno
- Ingénieur du son : Gaetano Testa
- Musique : Patrizia Ceresani
- Format : Couleurs
- Producteur : Yoram Globus, Menahem Golan et John Thompson
- Pays d'origine :  Royaume-Uni
- Genre : policier
- Durée : 175 minutes

## Distribution
- Ben Cross : Padre Rufino
- James Mason : évêque Nicolini
- Irène Papas : Mère Giuseppina
- Maximilian Schell : colonel Müller
- Karlheinz Hackl : capitaine Von Velden
- Riccardo Cucciolla : Luigi Brizzi
- Angelo Infanti : Giorgio Kropf
- Greta Vaillant : Rita Maionica
- Paolo Malco : Paolo Josza
- Tom Felleghy : général Bremer
- Delia Boccardo : comtesse Cristini
- Marne Maitland : Rabbi